# 우방산업
우방산업은 대한민국의 건설 회사이다.

## 역사
1969년 8월 최종장이 진덕산업(주)으로 설립했다. 1973년 진덕발효(주), 1974년 칠포개발(주)을 설립했으며, 1979년 2월에 3개 회사를 묶어 진덕그룹을 창립했고, 1980년 도고온천개발(주)을 설립, 기업을 확장시켰다. 1998년에 부도가 나서 2004년 SM그룹에 인수되었다. 2013년 우방산업(주)으로 사명을 변경했다. 2019년 (주)삼라에 합병되었다가 2020년 다시 분할되어 설립되었다.

## 연혁
- 1969.08 진덕산업 설립 (서울특별시 중구 삼각동)
- 1969.10 건설업 (토목, 건축) 면허 획득
- 1970.03 전기공사업 면허 취득
- 1976.09 해외건설업 (일반, 전기) 면허 획득
- 1981.09 제1회 건설의 날 석탑 산업훈장 수상
- 1985.09 소방설비공사사업 면허 취득
- 1986.04 주택건설 사업자 등록
- 1987.03 '86 한국토지개발공사 우수시공업체 지정
- 1987.12 '87 건설교통부 우수시공업체 지정
- 1988.02 '87 대한주택공사 우수시공업체 지정
- 1998.01 산업설비공사업 면허 취득
- 1998.01 '98 통일부장관 표창장 (판문점 자유의 집 증/개축 공사)
- 1998.06 '98 대통령 표창장 (자유의 다리-판문점 도로공사)
- 2001.10 '01 경기도 건축문화상 수상
- 2004.06 SM그룹 계열사 편입
- 2013.11 사명변경 (진덕산업 → 우방산업)
- 2019.12 삼라와 합병
- 2023.08 SM스틸 건설부문으로 변경